# Didymoplexis obreniformis
Didymoplexis obreniformis är en orkidéart som beskrevs av Johannes Jacobus Smith. Didymoplexis obreniformis ingår i släktet Didymoplexis och familjen orkidéer.
Artens utbredningsområde är Java. Inga underarter finns listade i Catalogue of Life.